# توماس مولر
توماس مولر (آلمانی: ˈtoːmas ˈmʏlɐ؛ زادهٔ ۱۳ سپتامبر ۱۹۸۹) بازیکن فوتبال اهل آلمان است که در پست هافبک هجومی برای باشگاه ونکوور وایتکپس در لیگ برتر فوتبال ام.ال.اس آمریکا بازی می‌کند.

## دوران حرفه‌ای
اولین بازی‌اش را برای تیم نخست در دوران لوئی فان خال انجام داد و قهرمانی در بوندسلیگا و جام حذفی تجربه کرد. این دستاورد سبب دعوت او به تیم ملی شد و در جام‌‌جهانی ۲۰۱۰ هم شرکت کرد. جایی که او آقای گلی جام جهانی را با ۵ گل به دست آورد. او بهترین بازیکن جوان جام جهانی و همچنین کفش طلای جام جهانی را به خاطر آقای گلی دریافت کرد، ۵ گل و ۳ پاس گل. او همچنین در لیگ قهرمانان اروپا سال ۲۰۱۳ حضور داشت و همراه بایرن قهرمان شد. همچنین در جام جهانی ۲۰۱۴ گل اول آلمان در مقابل برزیل را به ثمر رساند. این گل ۲۰۰۰امین گل تاریخ تیم ملی فوتبال آلمان می‌باشد. توماس مولر همراه تیم ملی آلمان در سال ۲۰۱۴ قهرمان جهان شد.
توماس مولر هم‌اکنون کاپیتان دوم بایرن مونیخ (بعد از مانوئل نویر) می‌باشد.

## زندگی ورزشی

### دوران باشگاهی
مولر در شهر وایلهایم در اوبربایرن متولد شده و در ده سالگی برای رفتن به بایرن سفر ۵۰ کیلومتری را تجربه کرد. او در سیستم جوانان سریعاً پیشرفت کرد و جزئی از تیم بود که نایب قهرمانی بوندس لیگا زیر ۱۷ سال را تجربه کرد. اولین بازی اش را برای بایرن مونیخ ۲ و در مارس ۲۰۰۸ انجام داد و گل هم ز
د. فصل بعد اسم لیگ به لیگ ۳ تغییر نام داد و در این فصل او ۳۲ بازی از ۳۸ بازی را انجام داد و با ۱۵ گل پنجمین گل زن برتر لیگ شد. تحت مربی‌گیری کلینزمن مولر به تیم اصلی راه داده شد و در مسابقات پیش فصل هم بازی کرد. اولین بازی او در لیگ در تاریخ ۱۵ اوت ۲۰۰۸ انجام شد و به عنوان ذخیره میروسلاو کلوزه به میدان رفت. با وجود این که کلینزمن اعتقادی به عملکرد مولر نداشت ۳ بار دیگر هم در لیگ به بازی رفت و اولین بازی در جام قهرمان اروپا را هم در مقابل اسپورتینگ لیسبون پرتغال انجام داد و گل هم زد. بازی که در مجموع با برد ۱۲–۱ بایرن مونیخ به اتمام رسید. با سر مربی گری لوییس فن خال مولر فرصت بیشتری برای بازی در بایرن پیدا کرد. مولر در فصل ۲۰۰۹–۲۰۱۰ با نمایش‌های درخشان در بایرن به تیم ملی راه یافت.

### دوران ملی
وی در جام جهانی ۲۰۱۰ برنده کفش طلایی و همچنین صاحب عنوان بهترین بازیکن جوان جام شد. او در جام جهانی ۲۰۱۴
همراه آلمان قهرمان جام شد و دومین گلزن برتر جام نیز لقب گرفت و همچنین برنده توپ نقره ای یا دومین بازیکان برتر جام شد.در مارس ۲۰۱۹ وی توسط یوآخیم لو از تیم ملی کنار گذاشته شد اما در ماه مه ۲۰۲۱ به تیم ملی بازگردانده شد.مولر پس از ۱۴ سال حضور در ترکیب تیم ملی آلمان و با حذف این تیم از رقابت‌های جام ملت‎‌های اروپای ۲۰۲۴ به صورت رسمی از دیدارهای ملی خداحافظی کرد تا آخرین بازی‌اش برای این تیم را در سن ۳۴ سالگی و برابر تیم ملی اسپانیا در مرحله یک چهارم نهایی یورو ۲۰۲۴ انجام داده باشد. 
این بازیکن در طول این ۱۴ سال در ۱۳۱ بازی با پیراهن تیم ملی کشورش به میدان رفت و توانست قهرمانی در رقابت‌های جام جهانی ۲۰۱۴ را با آنها تجربه کند. او همچنین در طول این ۱۳۱ بازی توانست ۴۵ گل برای آلمان به ثمر برساند و همچنین ۴۱ پاس گل هم برای هم تیمی‌هایش ارسال کند.

### سبک بازی
مولر به هافبک تهاجمی در تمام مناطق زمین تعبیر شده‌است. بازیکنی که می‌تواند در تمام مناطق زمین بازی کند. در آکادمی فوتبال بایرن مونیخ به نظر می‌رسید که یک هافبک باشد ولی بعد از بازی در تیم اصلی بایرن معمولاً در امور تهاجمی به کار گرفته می‌شود. هم تیم ملی آلمان و هم بایرن مونیخ از سیستم ۴-۲-۳-۱ استفاده می‌کنند و مولر جز ۳ هافبک‌های هجومی است که پشت مهاجم مرکزی به کار برده می‌شود. در بایرن معمولاً در نقش هافبک هجومی وسط و در تیم ملی آلمان در نقش هافبک هجومی راست به کاربرده می‌شود. همچنین گاهی به عنوان مهاجم هم به کار برده می‌شوند.
مولر به خاطر نبوغ، سرعت، تکنیک، هوشیاری و قرارگیری عالی در زمین تحسین شده‌است. یوآخیم لوو مربی تیم ملی آلمان از او به عنوان مهره‌ای که تأثیرش مشخص است تعریف نموده و سرمربی سابق بایرن مونیخ لوئیس فن خال هم از قدرت ذهنی و بازی خوانی عالی او، گل زنی و گل سازی اش تمجید کرده‌است. فن خال او را متخصص پیدا کردن رخنه و ایجاد شکاف در خط دفاع تیم حریف می‌داند. مولر در مورد خودش کلمهٔ آلمانی رامدیتور به کار برده که معنی متخصص فضا در زمین را می‌دهد.

## زندگی شخصی
مولر در روستایی در نزدیکی ایالت باواریا آلمان بزرگ شد. وی دو و نیم سال از برادر خود سیمون بزرگتر است. در دسامبر ۲۰۰۹ در حالی که تنها ۱۹ سال سن داشت با عشق دوران کودکی خود لیزا ترده ازدواج کرد. در ژوئن ۲۰۱۱ توماس به عنوان سفیر مؤسسه خیریه کودکان YoungWings انتخاب شد. وی یک کاتولیک رومی است. او فوتبالیستی بی‌حاشیه در داخل و خارج از مستطیل سبز است و شخصیتی شوخ‌طبع دارد.

## آمار ملی

### بازی‌های ملی
تا تاریخ ۲۱ نوامبر ۲۰۲۳
| آلمان | آلمان | آلمان | آلمان  |
| سال   | بازی  | گل    | پاس گل |
| ----- | ----- | ----- | ------ |
| ۲۰۱۰  | ۱۲    | ۵     | ۶      |
| ۲۰۱۱  | ۱۳    | ۵     | ۸      |
| ۲۰۱۲  | ۱۳    | ۰     | ۶      |
| ۲۰۱۳  | ۹     | ۶     | ۲      |
| ۲۰۱۴  | ۱۵    | ۱۰    | ۳      |
| ۲۰۱۵  | ۶     | ۵     | ۲      |
| ۲۰۱۶  | ۱۵    | ۵     | ۶      |
| ۲۰۱۷  | ۶     | ۱     | ۳      |
| ۲۰۱۸  | ۱۱    | ۱     | ۰      |
| ۲۰۲۱  | ۱۰    | ۴     | ۴      |
| ۲۰۲۲  | ۱۱    | ۲     | ۰      |
| ۲۰۲۳  | ۵     | ۱     | ۰      |
| مجموع | ۱۲۶   | ۴۵    | ۴۰     |

### گل‌های ملی
| شماره | تاریخ           | میزبان        | بازی ملی | حریف        | نتیجه | رقابت                         |
| ----- | --------------- | ------------- | -------- | ----------- | ----- | ----------------------------- |
| ۱     | ۱۳ ژوئن ۲۰۱۰    | دوربان        | ۳        | استرالیا    | ۴–۰   | جام جهانی ۲۰۱۰ آفریقای جنوبی  |
| ۲     | ۲۷ ژوئن ۲۰۱۰    | بلومفونتن     | ۶        | انگلستان    | ۴–۱   | جام جهانی ۲۰۱۰ آفریقای جنوبی  |
| ۳     | ۲۷ ژوئن ۲۰۱۰    | بلومفونتن     | ۶        | انگلستان    | ۴–۱   | جام جهانی ۲۰۱۰ آفریقای جنوبی  |
| ۴     | ۳ ژوئیه ۲۰۱۰    | کیپ‌تاون       | ۷        | آرژانتین    | ۴–۰   | جام جهانی ۲۰۱۰ آفریقای جنوبی  |
| ۵     | ۱۰ ژوئیه ۲۰۱۰   | پورت الیزابت  | ۸        | اروگوئه     | ۳–۲   | جام جهانی ۲۰۱۰ آفریقای جنوبی  |
| ۶     | ۲۶ مارس ۲۰۱۱    | کایزرسلاوترن  | ۱۴       | قزاقستان    | ۴–۰   | مقدماتی جام ملت‌های اروپا ۲۰۱۲ |
| ۷     | ۲۶ مارس ۲۰۱۱    | کایزرسلاوترن  | ۱۴       | قزاقستان    | ۴–۰   | مقدماتی جام ملت‌های اروپا ۲۰۱۲ |
| ۸     | ۷ اکتبر ۲۰۱۱    | استانبول      | ۲۲       | ترکیه       | ۳–۱   | مقدماتی جام ملت‌های اروپا ۲۰۱۲ |
| ۹     | ۱۱ نوامبر ۲۰۱۱  | کی‌یف          | ۲۴       | اوکراین     | ۳–۳   | دوستانه                       |
| ۱۰    | ۱۵ نوامبر ۲۰۱۱  | هامبورگ       | ۲۵       | هلند        | ۳–۰   | دوستانه                       |
| ۱۱    | ۶ فوریه ۲۰۱۳    | سن-سن-دنی     | ۳۹       | فرانسه      | ۲–۱   | دوستانه                       |
| ۱۲    | ۲۲ مارس ۲۰۱۳    | آستانه        | ۴۰       | قزاقستان    | ۳–۰   | مقدماتی جام جهانی ۲۰۱۴        |
| ۱۳    | ۲۲ مارس ۲۰۱۳    | آستانه        | ۴۰       | قزاقستان    | ۳–۰   | مقدماتی جام جهانی ۲۰۱۴        |
| ۱۴    | ۱۴ اوت ۲۰۱۳     | کایزرسلاوترن  | ۴۲       | پاراگوئه    | ۳–۳   | دوستانه                       |
| ۱۵    | ۶ سپتامبر ۲۰۱۳  | مونیخ         | ۴۳       | اتریش       | ۳–۰   | مقدماتی جام جهانی ۲۰۱۴        |
| ۱۶    | ۱۰ سپتامبر ۲۰۱۳ | توشهاون       | ۴۴       | جزایر فارو  | ۳–۰   | مقدماتی جام جهانی ۲۰۱۴        |
| ۱۷    | ۱ ژوئن ۲۰۱۴     | مونشن‌گلادباخ  | ۴۸       | کامرون      | ۲–۲   | دوستانه                       |
| ۱۸    | ۱۶ ژوئن ۲۰۱۴    | سالوادور      | ۵۰       | پرتغال      | ۴–۰   | جام جهانی ۲۰۱۴ برزیل          |
| ۱۹    | ۱۶ ژوئن ۲۰۱۴    | سالوادور      | ۵۰       | پرتغال      | ۴–۰   | جام جهانی ۲۰۱۴ برزیل          |
| ۲۰    | ۱۶ ژوئن ۲۰۱۴    | سالوادور      | ۵۰       | پرتغال      | ۴–۰   | جام جهانی ۲۰۱۴ برزیل          |
| ۲۱    | ۲۶ ژوئن ۲۰۱۴    | رسیفی         | ۵۲       | آمریکا      | ۱–۰   | جام جهانی ۲۰۱۴ برزیل          |
| ۲۲    | ۸ ژوئیه ۲۰۱۴    | بلو هوریزونته | ۵۵       | برزیل       | ۷–۱   | جام جهانی ۲۰۱۴ برزیل          |
| ۲۳    | ۷ سپتامبر ۲۰۱۴  | دورتموند      | ۵۸       | اسکاتلند    | ۲–۱   | مقدماتی جام ملت‌های اروپا ۲۰۱۶ |
| ۲۴    | ۷ سپتامبر ۲۰۱۴  | دورتموند      | ۵۸       | اسکاتلند    | ۲–۱   | مقدماتی جام ملت‌های اروپا ۲۰۱۶ |
| ۲۵    | ۱۴ نوامبر ۲۰۱۴  | نورنبرگ       | ۶۱       | جبل طارق    | ۴–۰   | مقدماتی جام ملت‌های اروپا ۲۰۱۶ |
| ۲۶    | ۱۴ نوامبر ۲۰۱۴  | نورنبرگ       | ۶۱       | جبل طارق    | ۴–۰   | مقدماتی جام ملت‌های اروپا ۲۰۱۶ |
| ۲۷    | ۲۹ مارس ۲۰۱۵    | تفلیس         | ۶۳       | گرجستان     | ۲–۰   | مقدماتی جام ملت‌های اروپا ۲۰۱۶ |
| ۲۸    | ۴ سپتامبر ۲۰۱۵  | فرانکفورت     | ۶۴       | لهستان      | ۳–۱   | مقدماتی جام ملت‌های اروپا ۲۰۱۶ |
| ۲۹    | ۷ سپتامبر ۲۰۱۵  | گلاسکو        | ۶۵       | اسکاتلند    | ۳–۲   | مقدماتی جام ملت‌های اروپا ۲۰۱۶ |
| ۳۰    | ۷ سپتامبر ۲۰۱۵  | گلاسکو        | ۶۵       | اسکاتلند    | ۳–۲   | مقدماتی جام ملت‌های اروپا ۲۰۱۶ |
| ۳۱    | ۱۱ اکتبر ۲۰۱۵   | لایپزیگ       | ۶۷       | گرجستان     | ۲–۱   | مقدماتی جام ملت‌های اروپا ۲۰۱۶ |
| ۳۲    | ۴ ژوئن ۲۰۱۶     | گلزنکیرشن     | ۷۱       | مجارستان    | ۲–۰   | دوستانه                       |
| ۳۳    | ۴ سپتامبر ۲۰۱۶  | اسلو          | ۷۹       | نروژ        | ۳–۰   | مقدماتی جام جهانی ۲۰۱۸        |
| ۳۴    | ۴ سپتامبر ۲۰۱۶  | اسلو          | ۷۹       | نروژ        | ۳–۰   | مقدماتی جام جهانی ۲۰۱۸        |
| ۳۵    | ۸ اکتبر ۲۰۱۶    | هامبورگ       | ۸۰       | چک          | ۳–۰   | مقدماتی جام جهانی ۲۰۱۸        |
| ۳۶    | ۸ اکتبر ۲۰۱۶    | هامبورگ       | ۸۰       | چک          | ۳–۰   | مقدماتی جام جهانی ۲۰۱۸        |
| ۳۷    | ۲۶ مارس ۲۰۱۷    | باکو          | ۸۵       | آذربایجان   | ۴–۱   | مقدماتی جام جهانی ۲۰۱۸        |
| ۳۸    | ۲۳ مارس ۲۰۱۸    | دوسلدورف      | ۹۰       | اسپانیا     | ۱–۱   | دوستانه                       |
| ۳۹    | ۷ ژوئن ۲۰۲۱     | دوسلدورف      | ۱۰۲      | لتونی       | ۷–۱   | دوستانه                       |
| ۴۰    | ۸ اکتبر ۲۰۲۱    | هامبورگ       | ۱۰۷      | رومانی      | ۲–۱   | مقدماتی جام جهانی ۲۰۲۲        |
| ۴۱    | ۱۱ نوامبر ۲۰۲۱  | وولفسبورگ     | ۱۰۹      | لیختن‌اشتاین | ۹–۰   | مقدماتی جام جهانی ۲۰۲۲        |
| ۴۲    | ۱۱ نوامبر ۲۰۲۱  | وولفسبورگ     | ۱۰۹      | لیختن‌اشتاین | ۹–۰   | مقدماتی جام جهانی ۲۰۲۲        |
| ۴۳    | ۲۹ مارس ۲۰۲۲    | آمستردام      | ۱۱۲      | هلند        | ۱–۱   | دوستانه                       |
| ۴۴    | ۱۴ ژوئن ۲۰۲۲    | مونشن‌گلادباخ  | ۱۱۶      | ایتالیا     | ۵–۲   | لیگ ملت‌های اروپا ۲۳–۲۰۲۲      |
| ۴۵    | ۱۲ سپتامبر ۲۰۱۵ | دورتموند      | ۱۲۳      | فرانسه      | ۲–۱   | دوستانه                       |

## افتخارات

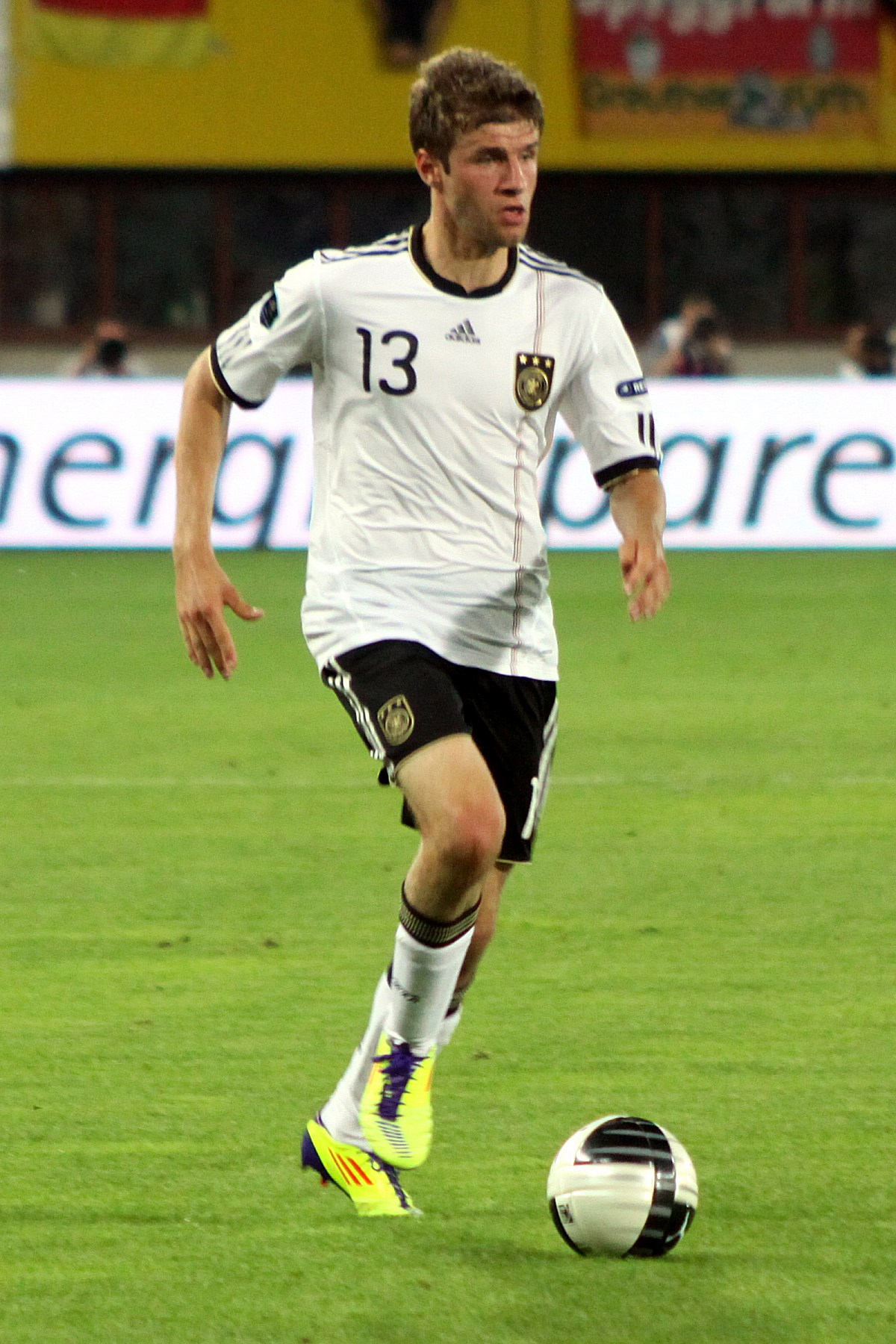

### باشگاهی
بایرن مونیخ
- بوندسلیگا(۱۳): ۱۰–۲۰۰۹، ۱۳–۲۰۱۲، ۱۴–۲۰۱۳، ۱۵–۲۰۱۴، ۱۶–۲۰۱۵، ۱۷–۲۰۱۶، ۱۸–۲۰۱۷، ۱۹–۲۰۱۸، ۲۰–۲۰۱۹، ۲۱–۲۰۲۰، ۲۲–۲۰۲۱، ۲۳–۲۰۲۲، ۲۵–۲۰۲۴
- جام حذفی فوتبال آلمان(۶): ۱۰–۲۰۰۹، ۱۳–۲۰۱۲، ۱۴–۲۰۱۳، ۱۶–۲۰۱۵، ۱۹–۲۰۱۸، ۲۰–۲۰۱۹
- سوپر جام فوتبال آلمان(۸): ۲۰۱۰، ۲۰۱۲، ۲۰۱۶، ۲۰۱۷، ۲۰۱۸، ۲۰۲۰، ۲۰۲۱، ۲۰۲۲
- لیگ قهرمانان اروپا (۲): ۱۳–۲۰۱۲، ۲۰–۲۰۱۹
- سوپر جام اروپا(۲): ۲۰۱۳، ۲۰۲۰
- جام باشگاه‌های جهان(۲): ۲۰۱۳، ۲۰۲۰

### ملی
آلمان
- جام جهانی فوتبال: ۲۰۱۴
  - ۲۰۱۰ عنوان سوم

### شخصی
- آقای گل مشترک جام جهانی فوتبال: ۲۰۱۰
- کفش طلا جام جهانی فوتبال:۲۰۱۰
- بهترین بازیکن جوان جام جهانی فوتبال: ۲۰۱۰
- دومین گلزن جام جهانی فوتبال: ۲۰۱۴
- دومین بازیکان برتر جام جهانی فوتبال: ۲۰۱۴